# Nicolae Anestiadi
Nicolae Anestiadi (n. 25 august 1916, Sărătenii Vechi, Gubernia Basarabia, Imperiul Rus – d. 19 noiembrie 1968, Chișinău, RSS Moldovenească, URSS) a fost un chirurg și profesor universitar sovietic moldovean.

## Biografie
Nicolae Anestiadi s-a născut la 25 august 1916 în comuna Sărătenii Vechi, Orhei. După absolvirea gimnaziului din satul natal, își continuă studiile la Liceul de băieți „Vasile Lupu” din Orhei, iar în 1937 a fost înmatriculat la Facultatea de Medicină a Universității din Iași. 
După anexarea Basarabiei de către Rusia, Nicolae Anestiadi a mers să studieze în orașul Lvov, Ucraina. Aici, la începutul războiului, este înrolat în armată, unde-și dezvoltă abilitățile de chirurg în spitalele frontului. Diploma de medic o obține în anul 1943, absolvind Institutul de Medicină din Alma-Ata. 
În 1947 Nicolae Anestiadi revine în Moldova și participă la reanimarea sistemului de sănătate, trecând totodată și etapele de formare a unui savant-chirurg: secundariatul clinic (1947-1949), asistent la Catedra de chirurgie (1956-1959), conferențiar (1969), șef de catedră (1960), profesor (1966). 
În anul 1954 Nicolae Anestiadi susține teza de doctor în științe medicale, iar în 1965 - cea de doctor habilitat, în care abordează aspecte ale proceselor purulente pulmonare, ultima fiind și prima teză de doctor habilitat în științe medicale susținută în RSSM. 
Fiind șef de catedră, profesorul Nicolae Anestiadi își concentrează tot efortul și energia asupra soluționării unei probleme acute în medicina de după război – reabilitarea persoanelor care au suferit intervenții chirurgicale. A fost pasionat de patofiziologia afecțiunilor chirurgicale și a reușit să implementeze în practica sa cele mai complicate cercetări de laborator. Datorită cunoștințelor sale vaste și talentului de chirurg, Nicolae Anestiadi a realizat numeroase idei științifice. Împreună cu colegii de catedră au efectuat cercetări privind dereglările hemodinamice în patologia pulmonară, utilizând, în acest scop, metodele policardiografiei cu determinarea masei sângelui circulant, cu studierea echilibrului hidroionic și a contactelor fiziologice. În clinică a studiat pe larg metodele de cercetare a funcției expirației la bolnavii cu patologii pulmonare și cardiace. În această perioadă Domnia Sa a publicat peste 100 de lucrări științifice, 4 monografii și 3 culegeri privind diverse afecțiuni chirurgicale. 
În 1961 a efectuat prima operație pe cord în țara noastră, iar în total, pe parcursul activității sale, a efectuat peste 1000 de intervenții de acest gen. Sub conducerea Domniei Sale, în 1964, în cadrul Spitalului Clinic Republican, a fost creată prima secție de chirurgie cardiovasculară, devenind astfel și fondatorul școlii de chirurgie cardiovasculară din Republica Moldova. Chirurgul inovator, Nicolae Anestiadi, a pregătit 14 doctori în științe medicale și 5 doctori habilitați. 
Profesorul Nicolae Anestiadi a fost un om modest, sensibil, receptiv, exigent față de sine, dar și față de colegi. Timp de 12 ani a condus Societatea Republicană a Chirurgilor, a fost președinte al Colegiului Ministerului Sănătății și membru al Colegiului de redacție al revistei „Ocrotirea sănătății”. Astăzi Catedra de chirurgie nr. 1 la care a activat și pe care a condus-o, Asociația Chirurgilor din RM și o stradă din capitală îi poartă cu sfințenie numele. 
Nicolae Anestiadi a promovat activ cadrele autohtone și a pledat pentru cunoașterea limbii române și a istoriei neamului românesc. Datorită harului pedagogic, dar și a măiestriei profesionale, Nicolae Anestiadi a fost apreciat înalt de discipoli, pacienți și de întreaga comunitate medicală. 
A plecat la cele veșnice la 19 noiembrie 1968.